# Xishan (socken i Kina, Hunan, lat 25,27, long 112,45)
Xishan (kinesiska: 西山, 西山瑶族乡) är en socken i Kina. Den ligger i provinsen Hunan, i den södra delen av landet, omkring 330 kilometer söder om provinshuvudstaden Changsha. Antalet invånare är 1402. Befolkningen består av 652 kvinnor och 750 män. Barn under 15 år utgör 26,0 %, vuxna 15-64 år 63 %, och äldre över 65 år 9,0 %.
Genomsnittlig årsnederbörd är 1 932 millimeter. Den regnigaste månaden är maj, med i genomsnitt 308 mm nederbörd, och den torraste är oktober, med 38 mm nederbörd.